# منخفض (جيولوجيا)

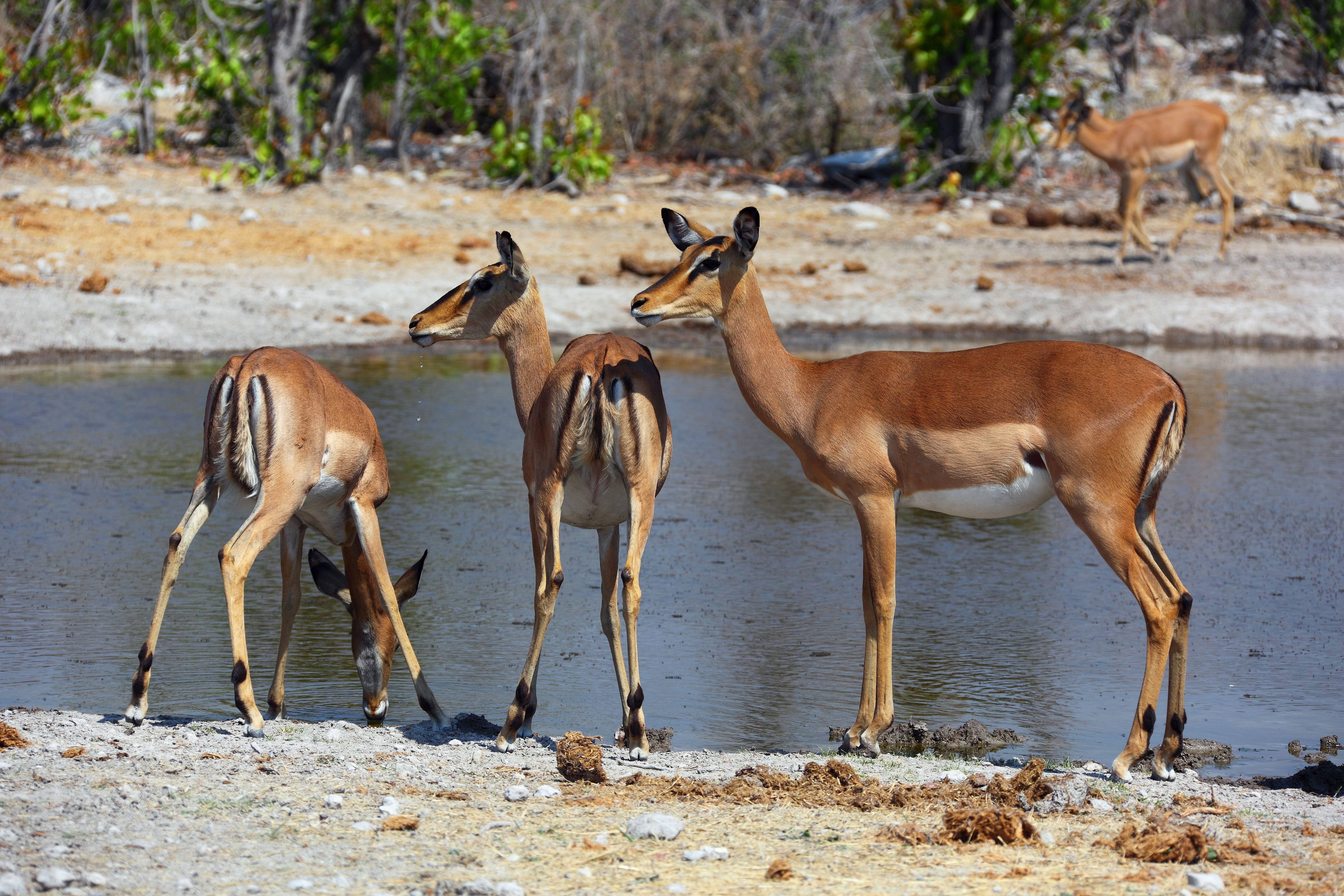
تتجمع المياه في المنخفضات الطبيعية، مما يشكل موئلاً بيئياً ملائماً للعديد من الكائنات الحية.

المُنخفَض الأرضي مَوضِعٌ (مكانٌ) ينخفض فيه سطح الأرض عمَّا حولَه من الجهات، ليس له مَصرِف طبيعي ما عدا التصريفَ تحت الأرض، أوْ التبخيرَ.

## اقرأ أيضاً
- تضاريس